# 李健一
李 健一（イ・ゴニル、朝鮮語: 이건일、1944年3月9日 - 1999年7月15日）は、大韓民国の教員、政治家。第12代韓国国会議員。
本貫は慶州李氏。

## 経歴
東萊中学校、釜山高等学校、ソウル大学校文理科大学卒。1973年の第9代総選挙と1978年の第10代総選挙には出馬したが、いずれも落選した。1980年に新軍部により政治活動規制対象者に指定されたが、1985年の第12代総選挙で国会議員に初当選した。また、東萊中学校教員、国会議員秘書官、アジア・太平洋国会議員連合第21次総会韓国代表、民主党スポークスマン、国会内務委員を歴任した。
1999年7月15日、釜山市海雲台区の病院で持病により死去。享年55。